# Jan Wański
Jan Wański   (Bukówiec Górny, 2 de juny de 1756 - Poznań, c. 1830) va ser un violinista i compositor polonès.

## Biografia
Pare del violinista i compositor Jan Nepomucen Wański. El seu germà Roch (mort el 1808) va ser violoncel·lista a la cort del comte Feliks Polanowski a Huta, prop de Lviv. El seu nebot era Karol Kurpiński.
Jan Wański va estar actiu principalment a Poznań, però també a Sarnowo (ara part de Rawicz), Święciechów i Wschowa.
A més de les seves activitats concertístiques, també es va dedicar a la composició. A la dècada de 1780 va compondre les òperes Pasterz nad Wisłą (1786) i Kmiotek (1787-1788, amb Józef Wybicki). Aquestes òperes es van representar, entre d'altres, a la residència de Wybicki a Manieczki.
Va escriure peces religioses vocals i instrumentals per a l'església parroquial de Poznań, l'església de Grodzisk Wielkopolski i els Pares Cistercencs a Obra i Przemęt, pares filipins a Gostyń. Entre els anys 1788 i 1809 també va compondre per a la capella de la catedral de Gniezno (incloses 3 simfonies i un Rèquiem). També va compondre peces de dansa.